# 槟城协和校友会
槟城协和校友会(英文：Union School Alumni Association, Penang, 繁体: 檳城協和校友會; pinyin: bīn chéng xié hé xiào yǒu huì; ) 是马来西亚槟城州东北县乔治市三所学校毕业生成立的一个校友会，于1968年成立。三所学校分别是槟城协和幼儿园，槟城协和国民型华文小学和槟城协和国民型华文中学。

## 会史
1968年6月29日，32位在槟城的热心校友发起创组协和校友会。逐召开一次筹备会议，初步通过校友会章程草案。上述32位校友会热心元老芳名列下：
張攸清，譚月其，黃群英，蘇秀鴛，林美蘭，陳麗莉，李文心，岑碧珠，王秀央，楊明寶，林安妮，林秋霞，盧滿珠，連香珊，劉碧龍，鐘惠芹，高紫凌，莊安然，洪寶珠，許碧娥，曾雪茵，潘桂鳳，朱秀月，陳秀妹，曾燕燕，張碧如，卓碧霞，吳俊源，黃秀鴛，莊瑞芳，楊百勝和江寶碹。

## 理事
槟城协和校友会至今已上任了29届理事，最新的一任理事是第29届2025-2027理事会。会长由杨雅发任职。